# I. Jakab skót király
I. Jakab (1394. december 10. – 1437. február 20.), Skócia királya, III. Róbert fia. XI. Lajos francia király apósa.

## Élete
Apja 1405-ben Franciaországba küldte, hogy ezzel biztosítsa életét nagybátyjának, Albany hercegnek cselszövései ellen. Az angolok elfogták az ifjút, és IV. Henrik angol király túszul magánál tartotta. Apjának 1406-ban bekövetkezett halála után Jakab lett ugyan a skótok királya, de csak 1424-ben, V. Henrik halála után, nagy váltságdij ellenében szabadulhatott fogságából. Mire trónját végre elfoglalta volna, Stuart Walter, Atholl grófjának vezérlete alatt összeesküvést szőttek élete ellen. Ennek hírére Jakab nejével, Lancasteri Johannával (Somerset gróf leányával) Perthbe, egy Domonkos-rendi kolostorba vonult vissza. Ellenségei azonban nem nyugodtak és 1437. február 20-án meggyilkolták.
Jakab költő is volt, latin és skót nyelvű verseit Tytler adta ki 1733-ban The poetical remains of King James címen.
Lányai a francia udvarban nevelkedtek. Legidősebb lánya, Margit a későbbi XI. Lajos francia király első felesége lett, Eleonóra lánya Habsburg Zsigmond osztrák főherceghez és tiroli grófhoz ment feleségül, míg legkisebb lánya, Annabella első férje Savoyai Lajos a későbbi ciprusi király volt.